# Вишневетчина
Вишневетчина — имения и владения Вишневецких на Левобережной Украине, которые часто сравнивают с удельным княжеством. Центром был город Лубны.

## История
Вишневетчину начал создавать еще князь Михаил Александрович Вишневецкий (1529—1584), каштелян брацлавский и киевский, воевода киевский, староста черкасский, каневский, любецкий и лоевский. 15 сентября 1580 года по ходатайству Михаила Вишневецкого подвластные ему староства, по согласию короля, были уступлены его старшему сыну Александру.
В 1582 году подстароста черкасский Ильяш Боруховский оружно захватил владение у зятя Михаила Глинского боярина Михаила Грибуновича Байбузы (территорию по реке Сула, Удай, Солоница). Во время суда Вишневецкий свои действия объяснял трибуналу, куда его вызвал Байбуза, тем, что последний не занимается колонизацией данной территории, и они продолжают оставаться пустынями. Байбузы жили в центральных районах Литвы, на своих землях даже не бывали. Это и сыграло решающую роль в резолюции суда. Байбуза в 1589 году получил в качестве компенсации от Александра Вишневецкого имения по реке Псёл. В 1590 году указом короля Сигизмунда III Вазы эти земли дарятся уже детям Михаила Байбузы Семену и Тихону Байбузам.
Утвердившись в Посулье и закрепив за собой захваченную территорию королевской грамотой 1590 года, Александр Вишневецкий активно начал колонизацию края, основывая города и осаждая слободы.
В 1584 году Александром Вишневецким был заложен город Корсунь. Стал первой старостой корсунским. 11 февраля 1584 года стал старостой любецким и лоевским.

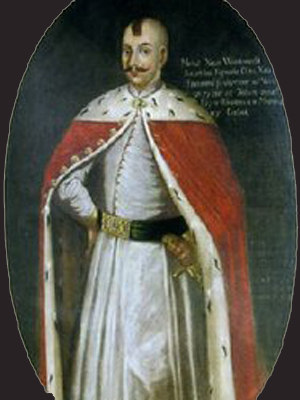
Михаил Михайлович Вишневецкий

Со смертью отца в 1584 году Александр Вишневецкий (1560—1594) продолжил дело отца. Выкупил земли (часть территорий современных Полтавской и Черкасской областей), которыми отец пользовался только с согласия Короны Польской (за 5 000 литовских коп).
В 1589 году князь Александр Вишневецкий начал строить замок на Замковой горе и заложил город Чигирин, ставший столицей нового староства. В 1592 году получил для этого города королевскую привилегию на магдебургское право.
В 1591 году получил от короля Речи Посполитой Сигизмунда III Вазы разрешение на строительство крепости у реки Сулы. Новый город был заложен на месте древнего русского городища Лубны и назван Александровом. Однако новое название не прижилось и городок продолжали называть Лубнами. Сюда Александр переселил часть своих подданных из Волыни. Почти сразу там было введено магдебургское право. Именно Лубны и становятся главным городом, впоследствии и крепостью Вишневецких.
Александр Вишневецкий закладывает город и называет в честь своего отца — Михайлов. Город был заложен на безлюдном урочище Пирятин. Вскоре оно стало именоваться Пирятином. Очень скоро Александр Вишневецкий выхлопотал магдебургское право для Пирятина, а также и для Мошнов, которые выкупил у князей Домонтов.
После смерти бездетного Александра Вишневецкого в 1594 году, его владения перешли к младшему брату Михаилу Михайловичу Вишневецкому (ок. 1570—1616), старосте овруцкому, энергично продолжившему колонизационные усилия предшественника.

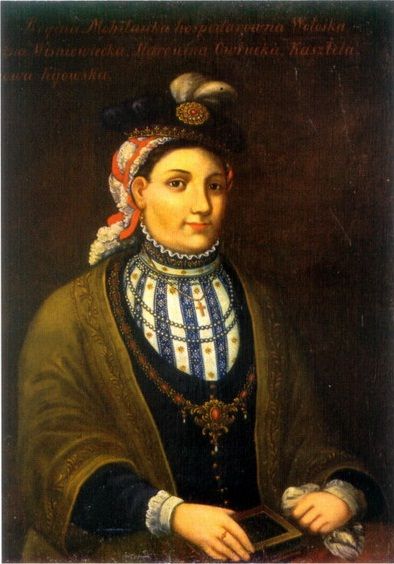
Раина Могилянка-Вишневецкая

В начале XVII века произошел конфликт между владельцами двух крупнейших в Украине латифундий — князей Острожских и Вишневецких. Михаилу Вишневецкому предоставляются привилегии на пустоши в междуречье Псла и Ворсклы Он неосторожно захватил территории, ранее дарованные на Черкасский замок. В 1609 году князь Януш Острожский, черкасский староста, посылает 3-тысячный отряд под предводительством переяславского подстароста Шлешинского войной на земле Вишневецкого. Отряд опустошил владения Михаила Вишневецкого и захватил большую добычу. В ответ Михаил Вишневецкий в 1611 году, «насильно оккупируя всю Сулу», присоединил Горошин и Слипород. Затем, пользуясь противостоянием Речи Посполитой и Москвы, в 1614 году завоевал Путивль со всей областью. Путивльский замок, правда, пришлось вернуть московитам, но Сенча и Лохвица остались под властью Михаила Вишневецкого.
После смерти князя Михаила Вишневецкого в 1616 году семью Вишневецких осуждают на баницию. Попечителем детей и управляющим имениями Вишневецких становится Юрий Михайлович Вишневецкий (брат Александра и Михаила), староста каменецкий, каштелян киевский. Свои имения княгиня Раина и князь Юрий разделили. Причем по раздельному листу часть имений, лежавшая в сторону Псла стала принадлежать Юрию. В 1618 году Юрий Вишневецкий умер и имения были переданы княгини Раине Вишневецкой и её детям — Иеремии и Анне. Раина Вишневецкая известна тем, что основала на левобережных землях три православных монастыря: Густынский, Ладанский и Мгарский.
В 1619 году скончалась Раина Вишневецкая. Опекуном над малолетними Иеремией и Анной стал троюродный дядя — князь Константин Вишневецкий. В 1620 году умер староста переславский, черкасский и каневский Януш Константинович Острожский, который владел на левобережье. Король издает указ о создании так называемой «селитренной администрации». Земли Острожского разделяются между Янушем Заславским, ставшим переяславским старостой, и Константином Вишневецким— новым старостой черкасским и каневским.

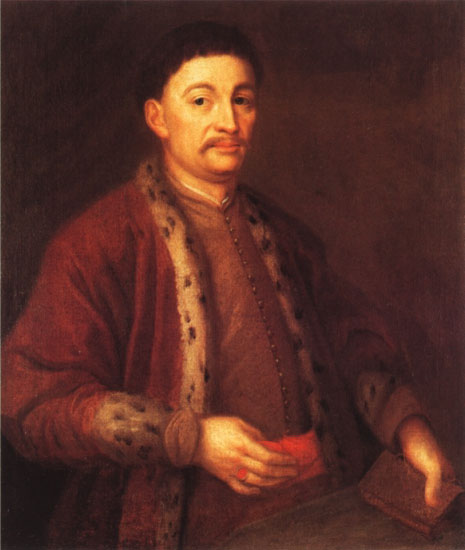
Иеремия Михайлович Вишневецкий

При разделе территории Янушу Заславскому был вписан запрет на государственные «селитреные земли», а Константину Вишневецкому, случайно или умышленно не вписали такого правила. Воспользовавшись этим, Константин Вишневецкий во главе 10-12 тысячного войска в 1622 году присоединяет земли шляхтича Бартоломея Обалковского Яблонов, Миргород, среди них урочища, где были затем основаны Грунь, Камыши, Шенгариевка, Малая Павловка, а также селитряные промыслы на речках Хорол, Псёл, Грунь, близ Бельського городища, на речках Ворскле, Орели, Мерчику, Орчику, Говтве и Суле. Суд обязал Вишневецкого отдать эти земли обратно. Однако возвращены были не все города. Миргород и Яблонов были отданы, а многие глухие места все-таки остались за князем. Это Остапово, Золотушин, Хомутец. В 1624 году были захвачены урочище Клемятичи, на месте древнерусского города Желди, где он основал городок Жолнино.
Пятым и последним владельцем Вишневетчины стал Иеремия Михайлович Корибут-Вишневецкий (1612—1651). Именно с его именем связывают огромные владения на Левобережной Украине, которые вошли в историю под названием Вишневетчины. Вернувшись в 1632 году в Украину из-за границы, где он заканчивал свое образование, Иеремия вступил во владение родительскими имуществами. В 1632—1634 годах он участвовал в Смоленской войне с Русским царством.
С 1635 года князь Иеремия занимался Вишневетчиной, совершая один за другим захват смежных земель. В 1636 году первым из Вишневецких постоянно оседает на Лубенщине, строит замок на Лысой горе. В своей резиденции он строит роскошный дворец на Замковой горе, на склонах которой террасами был насаженный сад, украшенный фонтанами, гротами, скульптурами. Прилегающая к замку территория заселялась прибывшей шляхтой.
В 1638 году Иеремия Вишневецкий женится на Гризельде Замойской, дочери Великого канцлера Речи Посполитой Томаша Замойского. Свадьба играется во Львове с большим великолепием. На него уходит около 250 тысяч злотых. Молодую жену он привозит в Лубны в свой замок.
В 1640 году Иеремия Вишневецкий отобрал Хорольщину, принадлежавшую Станиславу Жолкевскому. В 1643 году захватил Грайворон с соседними селами у городельского старосты Харлезского, в следующем году отобрал у маршалка дворового коронного Адама Казановского город Ромны с близлежащими землями. В 1645—1646 годах захватил владение черниговской каштелянки Софии Казаковской за Удаем.
Захватил в 1646 году в старости переяславского и великого коронного хорунжего Александра Конецпольского города и городка: Гадяч, Полтаву, Зигмунтов, Соколиную Гору, Кременчуг, Подолки, Добрык, Краснополь, Крукполе, Лукашевское, Бирк, Опочинское и передал Глинск во владение сокровищному писарю Ф. Миравицкому а затем уже Конецпольскому), Лютенька, Зеньков, Олеснев, Ахтырку, Рухавка и другие населенные пункты. Ущерб Александра Конецпольского от этого наезда составил 500 тысяч злотых.

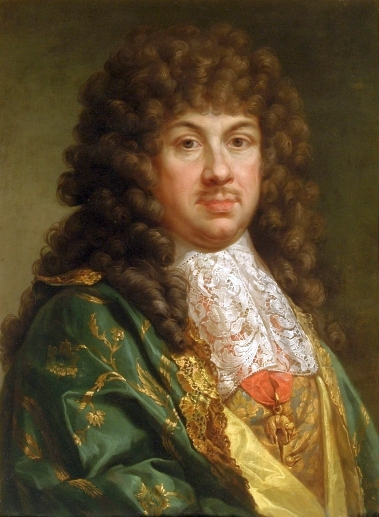
Король Речи Посполитой и великий князь литовский Михаил Корибут Вишневецкий

Во время Иеремии Вишневецкого в составе Вишневетчины на Левобережной Украине входило 56 городов и местечек (Полтава, Король, Золотоноша, Пирятин, Лохвица, Ромны, Глинск, Брагин, Сенча, Лукомль, Хорол, Хомутец, Снятынка, Жовнин, Горошин, Буромль, Варва, Белошапки, Монастырище, Куренька, Ичня, Сребное, Городня, Янушполь, Галица, Песчаная, Золотоноша, Домантово, Чернухи, Жеревка, Госикраевка, Мошны и другие) с центром в городе Лубны. В настоящее время это преимущественно территория Полтавской области, частично Киевской (Яготинский район), Черкасской и Черниговской областей, в которых проживало более 288 тысяч человек, которые ежегодно платили 1 миллион 200 тысяч злотых чинша. Удерживал 12-20 тыс. первоклассных дворовых войск, тратил для этого 180 тысяч злотых в год. Владел Белым Камнем. В Золотоноше, укрепленном замке, собирались пошлины и налоги. По инвентарю 1641 года на Вишневетчине было 39 837 хозяйств (34 822 на Полтавщине); кроме того, было множество фольварков, а на реках 423 мельничных круга. Кроме Вишневетчины Иеремии принадлежало 72 поселения и 30 фольварков на Волыни; Брагин с округой в Полесье; Немиров, Бершадь, Ладыжин с окрестными селами на Подолье; Збараж с округой в Галиции (перешел в собственность после смерти последнего из князей Збаражских).
Иеремия Вишневецкий беспокоился о приумножении людей в своих имениях. С этой целью он предоставлял поселенцам привычные «слободы» и следил, чтобы они не облагались дополнительными повинностями сверх установленных княжескими универсалами.
С началом Освободительной войны 1648 года восставшие украинские казаки и крестьяне под предводительством Максима Кривоноса уничтожили дворец в Лубнах и всю княжескую резиденцию, вырезав городское население. Сам Иеремия Вишневецкий с частным войском маршем перешел на Правобережье, где с жестокостью принялся подавлять повстанческое движение. После победоносной для Речи Посполитой битвы под Берестечком Иеремия Корибут-Вишневецкий вскоре умер. Со смертью польского короля Михаила Вишневецкого 10 ноября 1673 года навсегда исчезла основная ветвь рода князей Вишневецких, а их владения перешли к польским магнатам Замойским. Лубны во время Освободительной войны 1648—1654 годов стали городом полковым, а на территории бывшей Вишневетчины был образован Лубенский казацкий полк — один из крупнейших полков в Украине.